# 정만진
정만진(1955년 ~ )은 대한민국의 교육자로 대구광역시 교육위원을 역임하였다.

## 생애
1955년 10월 경상북도 의성에서 출생하였다. 2002년, 2006년 대구광역시 교육위원 선거에 당선되었다.  2010년 대구광역시교육감 선거에 입후보하였으나 낙선하였고, 2014년 다시 한 차례 더 대구광역시교육감 선거에 입후보하였으나 낙선하였다.

## 학력
- 1974년 계성고등학교 졸업
- 1980년 경북대학교 국어교육과 학사

## 저서
- 강선생의 겨울 (푸른나무) (1990)
- 소설을 읽으면 세상이 보인다 (이상사) (1998)
- 명문장으로 떠나는 철학여행 (우리교육) (2001)
- 대구입시와 대구교육 (문예미학사) (2003)
- 백령도 (학이사) (2009)
- 딸아 울지마라 (월간문학출판부) (2009)